# Hyperoartia
Hyperoartia чи Petromyzontida — спірна група хребетних, яка включає сучасних міног та їх викопних родичів. Прикладами гіпероартів з раннього періоду їх викопних решток є Endeiolepis і Euphanerops (які мали кальцифікований гіллястий кошик), рибоподібні тварини з гіпоцеркальними хвостами, які жили під час пізнього девонського періоду. Деякі палеонтологи все ще відносять ці форми до «остракодерм» (безщелепних панцирних риб) класу Anaspida, але це все частіше вважається штучним розташуванням, заснованим на ознаках предків.